# Bridelia speciosa
Bridelia speciosa là một loài thực vật có hoa trong họ Diệp hạ châu. Loài này được Müll.Arg. mô tả khoa học đầu tiên năm 1864.